# Espinasse (Puy-de-Dôme)
Espinasse település Franciaországban, Puy-de-Dôme megyében. Lakosainak száma 277 fő (2022. január 1.). Espinasse Saint-Maigner, Biollet, Bussières, Charensat, Roche-d’Agoux, Saint-Julien-la-Geneste és Saint-Priest-des-Champs községekkel határos.

## Népesség
A település népességének változása:
| Lakosok száma | 294  | 293  | 298  | 294  | 293  | 291  | 286  | 282  | 277  |
|               | 2013 | 2015 | 2016 | 2017 | 2018 | 2019 | 2020 | 2021 | 2022 |